# Idalus idalia
Idalus idalia är en fjärilsart som beskrevs av George Francis Hampson 1901. Idalus idalia ingår i släktet Idalus och familjen björnspinnare. Inga underarter finns listade i Catalogue of Life.